# Bohdan Melnyk
Bohdan Ołehowycz Melnyk, ukr. Богдан Олегович Мельник (ur. 4 stycznia 1997 we Włodzimierzu Wołyńskim) – ukraiński piłkarz, grający na pozycji pomocnika.

## Kariera piłkarska

### Kariera klubowa
Wychowanek klubu BRW-WIK Włodzimierz Wołyński, barwy którego bronił w juniorskich mistrzostwach Ukrainy (DJuFL). 20 sierpnia 2014 rozpoczął karierę piłkarską w juniorskiej drużynie Worskły Połtawa, a 30 kwietnia 2016 debiutował w podstawowym składzie. 28 lipca 2017 podpisał kontrakt z węgierskim Kisvárda FC.

### Kariera reprezentacyjna
W 2012 bronił barw ukraińskiej reprezentacji U-16, a w 2016 U-19.